# 成希顏
成希顔（성희안，1461年—1513年），字愚翁（우옹），號仁齋（인재），本貫昌寧成氏，昌山府院君。朝鮮王朝文臣和朱子學者。
1506年中宗反正的主勳人物之一，一等靖国功臣。1512年至1513年朝鮮领议政。逝世后，諡忠定。